# Serge Lepeltier
Serge Lepeltier (ur. 12 października 1953 w Le Veurdre) – francuski polityk, minister środowiska w rządzie Jean-Pierre’a Raffarina.

## Życiorys
W 1975 ukończył studia w HEC Paris. Wstąpił do Unii Demokratów na rzecz Republiki, następnie został członkiem gaullistowskiego Zgromadzenia na rzecz Republiki.
Od 1989 obejmował funkcje w administracji terytorialnej. Był radnym różnych szczebli, w tym Regionu Centralnego i departamentu Cher. Od 1995 do 2014 sprawował urząd mera Bourges (z przerwą w latach 2004–2005, kiedy to przeszedł na stanowisko zastępcy burmistrza).
W 1993 uzyskał mandat posła do Zgromadzenia Narodowego, w którym zasiadał przez cztery lata.
27 września 1998 został wybrany do Senatu, w izbie wyższej parlamentu zasiadał do 30 kwietnia 2004. Zrezygnował w związku z objęciem funkcji ministra środowiska (po dymisji Roselyne Bachelot) w rządzie Jean-Pierre’a Raffarina. Funkcję tę pełnił do 2005.
W 2002 pełnił obowiązki przewodniczącego Zgromadzenia na rzecz Republiki w związku z rezygnacją Michèle Alliot-Marie, którą powołano w skład rady ministrów. W tym samym roku razem z RPR przystąpił do Unii na rzecz Ruchu Ludowego. W 2005 został członkiem stowarzyszonej z UMP Partii Radykalnej.